# Burgaska muskatowa rakija

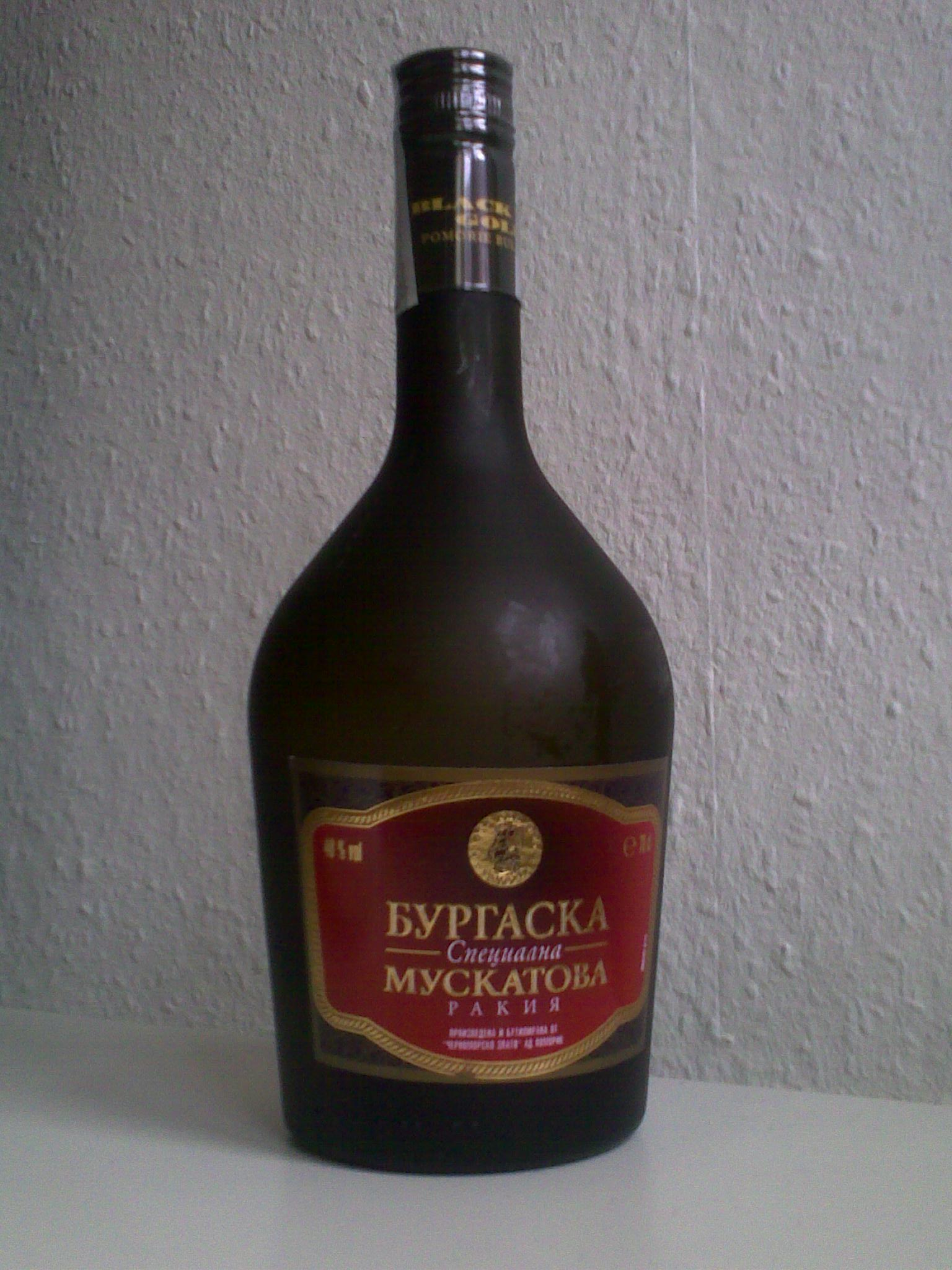
Burgaska muskatowa rakija in eine 700 ml Flasche

Burgaska muskatowa rakija (auch Burgaska muscatova rakija geschrieben, bulgarisch Бургаска мускатова ракия) ist ein bulgarischer Obstbrand (Rakija). Die Burgaska muskatowa gehört zu den milderen sowie zu den hochwertigen Rakija-Sorten.
Er ist ein Obstbrand mit gesetzlich geschützter Herkunft in der Burgasebene, wo er ausschließlich produziert wird. Die Weinkellerei Black Sea Gold Pomorie erwarb in den 1990 nach der Privatisierung die staatliche Weinkellerei Vinpom Burgas und somit die Rechte zur Herstellung von Burgaska muskatowa und stellt diese in Burgas her.
Hergestellt wird die Burgaska muskatowa rakija aus der Weinrebe Muskat-Ottonel. Gereift in Eichenfässern für mindestens ein Jahr, zeichnet er sich durch eine goldgelbe Farbe und milden Muskatgeschmack aus. Die Rakija enthält 40 % Alkohol und wird in 500 und 700 ml Flaschen abgefüllt.